# Szlak im. Polskich Szkół Mniejszościowych

Szlak im. Polskich Szkół Mniejszościowych – żółty znakowany szlak turystyczny w województwie śląskim i województwie opolskim.

## Informacje ogólne
Szlak, którego trasę wyznaczają polskie szkoły mniejszościowe, które w okresie międzywojennym istniały w Niemczech. Został wytyczony w 1985 roku.

## Przebieg szlaku
- Chałupki
- Tworków
- Racibórz
- Markowice
- Łęg
- Bierawa